# 柽柳梅属
柽柳梅属又叫御柳梅属、鱼柳梅属、细子木属、薄子木属、松红梅属，为桃金娘科下的一属，约有80至86个物种。大部分为澳大利亚特有种，个别分布至新西兰、马来西亚。反曲柽柳梅为马来西亚特有种。
柽柳梅属植物为灌木，偶尔为小型乔木，高1至8米，极少数可达20米，分支密集。叶片常绿，互生，单一，锐尖，小型，大部分物种叶片的长度很少超过1厘米。花直径可达3厘米，花瓣五片，可为白色、粉色或红色。